# Wynajmę pokój...
Wynajmę pokój... – polski film psychologiczny z 1993 roku, wyreżyserowany przez Andrzeja Titkowa.

## Fabuła
Film opowiada historię studentki – Ali Grzybowskiej, która wynajmuje pokój u starszego pana Teodora, chcąc uniknąć akademiku i mieć własny pokój. Właściciel mieszkania próbuje ją jednak sobie podporządkować. Dziewczyna jest mu uległa, dopóki nie zakochuje się w Olku.

## Obsada
- Igor Przegrodzki jako pan Teodor
- Beata Ścibakówna jako Ala Grzybowska
- Michał Żebrowski jako Olek
- Elżbieta Jarosik jako matka Ali
- Renata Dancewicz jako Ewa
- Barbara Brylska jako matka Olka

oraz:
- Elżbieta Dębska
- Marta Klubowicz
- Maria Reif
- Leonard Andrzejewski
- Michał Breitenwald
- Piotr Grabowski
- Grzegorz Klein
- Jacek Mężyński